# گئورگی پاچدژیف
گئورگی پاچدژیف (بلغاری: Γеорги Пачеджиев؛ ۱ مارس ۱۹۱۶ – ۱۲ آوریل ۲۰۰۵ (age 89)) بازیکن فوتبال اهل بلغارستان بود.
از باشگاه‌هایی که در آن بازی کرده‌است می‌توان به باشگاه فوتبال لفسکی صوفیه اشاره کرد.
وی همچنین در تیم ملی فوتبال بلغارستان بازی کرده‌است.